# Вестпарк (станция метро)
«Вестпарк» (нем. Westpark) — станция Мюнхенского метрополитена, расположенная на линии . Станция находится в районе Зедлинг-Вестпарк (нем. Sendling-Westpark).

## История
Открыта 16 апреля 1983 года. Она расположена в районе Зендлинг-Вестпарк под дорогой Эрвальдер и названа в честь одноимённого парка.

## Архитектура и оформление
Стены сайдинга состоят из жёлтых, зелёных и синих стеновых панелей, которые загнуты внутрь сверху. Колонны посередине покрыты жёлтой плиткой. Облицовка потолка состоит из алюминиевых планок, в которых расположены две световые полосы. Они освещают платформу, которая разработана с мотивом гальки Изара. На западном конце лестница с роликовыми и неподвижными лестницами ведет к полу сарая, а затем к Треффауэрштрассе и Клайзер Вег. На восточной оконечности можно добраться по рулонной и неподвижной лестнице, а также на лифте до пола замка и на поверхности улицы Гармишштрассе.

## Пересадки
Проходит автобус 63